# Verona, Mississippi
Verona är en stad i Lee County i Mississippi. Vid 2010 års folkräkning hade Verona 3 006 invånare.